# 5045 Хоїнь
5045 Хоїнь (5045 Hoyin) — астероїд головного поясу, відкритий 29 жовтня 1978 року.
Тіссеранів параметр щодо Юпітера — 3,182.